# Brachymenium sikkimense
Brachymenium sikkimense är en bladmossart som beskrevs av Ferdinand François Gabriel Renauld och Jules Cardot 1900. Brachymenium sikkimense ingår i släktet Brachymenium och familjen Bryaceae. Inga underarter finns listade i Catalogue of Life.